# Augustus Hill
Augustus Hill est un personnage de la série télévisée Oz, interprété par Harold Perrineau Jr.
Il joue le rôle de narrateur de la série.

## Biographie

### Sentence
Prisonnier N°95H522. Condamné le 6 novembre 1995 pour détention de substances illégales et meurtre au second degré à emprisonnement à perpétuité, libérable sur parole après 20 ans.

### Personnalité
Augustus Hill est un prisonnier en fauteuil roulant. Il intervient dans chaque épisode dans des apartés, comme s'il était un observateur extérieur à la prison, en abordant un thème nouveau à chaque épisode (sur des sujets tels que les civilisations, l'amour, le sexe, l'école, l'enfance, les médias) qui sont autant de métaphores pour illustrer les différents évènements se déroulant au cours de l'épisode. Il aborde ces thèmes sans concession, mais avec beaucoup d'humour et de subtilité, avec un ton sarcastique.
Mais c'est également un personnage à part entière en tant que détenu, handicapé à la suite de sa chute du haut d'un immeuble, poussé par des policiers qui le poursuivaient après qu'il eut tué l'un d'entre eux. S'il est proche des Homeboys (gang des afro-américains) au début de la série, il s'en éloigne progressivement au fil du temps. Il se rapproche d'eux à la suite de l'arrivée de Burr Redding qui est un ami de sa famille, avec lequel il entretient une relation quasi-filiale.
Hill est certainement le détenu le plus posé de la prison, un des seuls n'ayant commis pratiquement aucun crime dans Oz, faisant preuve de compassion face à certains détenus et n'hésitant pas à dénoncer des crimes quand ils vont à l'encontre de sa morale (comme des crimes envers des enfants), d'où son éloignement des Homeboys et sa neutralité relative.
Il se fera poignarder par le lieutenant de Chucky Pancamo, Francis Urbano, en protégeant Burr Redding et décèdera dans l'épisode 8 de la 5e saison.